# Eva Kotarbová
Eva Kotarbová (* 24. prosince 1948 v Ostravě-Vítkovicích) je česká básnířka a novinářka.

## Životopis
Vystudovala obor matematika a zeměpis na Pedagogické fakultě v Ostravě (1971), později tamtéž obor jazyk český a literatura (1980). Několik let učila na základních školách, většinou pracovala jako novinářka, např. v Ostravském večerníku, České televizi v Ostravě, v TV Kabel Plus Ostrava. V letech 1997-2006 působila jako tisková mluvčí Úřadu městského obvodu Moravská Ostrava a Přívoz, zároveň jako zodpovědná redaktorka i fotografka zpravodaje Centrum. Nyní provozuje webové stránky Haló, Ostrava! se zaměřením na kulturu moravskoslezského regionu.

## Literární dílo
První básnická sbírka Evy Kotarbové Podkůvky vyšla v roce 1979. V prvotině usilovala o postižení citového dozrávání dívky v mladou ženy a matku. Vyrovnávala se i s neustále přítomným pomíjením okamžiků naplněných láskou. V druhé knize Kameny podala osobitý obraz Ostravy, vyjádřila pocit sounáležitosti s ní a nastínila život předků, jejichž osudy město poznamenalo. V další autorčině básnické sbírce Zapomenuté věty znovu „zaznělo“ téma míjení. Tentokrát nejen ve spojitosti s láskou mezi mužem a ženou, ale také s rodiči, jejichž odchod z tohoto světa neznamená jenom ztrátu, nýbrž i větší vzájemné pochopení. V další knížce Siluety autorka vyjadřuje pocity pramenící z neustálé potřeby komunikovat s lidmi, často i neznámými. V básnické zkratce postihuje jejich osudy a mimo jiné i střety s technickými vymoženostmi moderní civilizace. Mnohé z veršů vyjadřují touhu nacházet pozitivní city i na troskách mezilidských vztahů. V básnické sbírce Marné levitace se objevují verše opět inspirované Ostravou (Hrabovou, Hrabůvkou, Porubou i rušným centrem města), stejně jako autorčiny dřívější knižní tituly je ale především knihou milostné poezie, odrážející hledání pozitivních vztahů mezi nejbližšími i lidmi, s nimiž se letmo setkala na své životní pouti. Krystalizuje v ní naděje, že hluboký lidský cit i přes bolest nachází cestu ze samoty. V básnické sbírce Černohorské sluncebraní se autorka mimo jiné vyznává ze svého vztahu k Černé Hoře, kterou hlouběji poznala při svých četných pobytech v této malé zemi. V tamních sluncem rozžhavených dnech a za horkých nocí v blízkosti blahodárného moře gradují lidské vášně, láska i zrady, a to vše bylo podhoubí, z něhož nasávala inspiraci.
Podstatná část veršů Evy Kotarbové byla zhudebněna, např. skladateli Janem Grossmannem (Milostné písně, pro soprán a klavír na verše Evy Kotarbové, 1984, O hrůzách, pro velmi nízký ženský hlas a harfu na verše Evy Kotarbové, 1988) Vladimírem Svatošem (Kontrasty, písňový cyklus pro alt a klavír na slova Evy Kotarbové, 1985), Leonem Juřicou, Františkem Hábou aj. Inspirací pro skladby, především písně, se staly hlavně sbírky Podkůvky a Kameny. Hudební díla interpretovaly vynikající neprofesionální pěvecké sbory a také nastudovali přední čeští operní sólisté, např. Alina Farná (sólistka Národního divadla moravskoslezského v Ostravě) či Miloslav Podskalský (sólista ND Praha), také ostravská pěvkyně a hudební pedagožka Drahomíra Mičková, z mladších interpretů pak Nikola Martiníková Proksch a Simona Mrázová.
Autorka napsala rovněž řadu povídek, které byly publikovány v denním tisku a časopisech. Realizovány byly desítky jejích televizních scénářů k publicisticko-dokumentárním snímkům, postihujícím kulturní dění moravskoslezského regionu. Tvorba Evy Kotarbové byla několikrát oceněna v literárních a novinářských soutěžích.

## Básnické sbírky
- Podkůvky. Profil, 1979. Ostrava
- Kameny. Profil, 1981. 61, [3] s. Proud; Sv. 16. Ostrava
- Zapomenuté věty. Otisková Niki - Nakladatelství Gramma. Karviná 1992.
- Siluety. Ostrava 2009. ISBN 9788025458822
- Marné levitace. Ostrava 2015. ISBN 9788026077923
- Černohorské sluncebraní. Ostrava 2017. ISBN 9788027022946

## Próza
- Nečekej záchranné lano (povídky). AMOS repro. Ostrava 2021. ISBN 978-80-906362-9-3

## Účast ve sbornících (výběr)
- Almanach mladých tvůrců Oheň. Ostrava 1978.
- Do dlaní chceme žhavou lávu nabírat. Ostrava 1979.
- Větrná pošta – kniha milostné poezie. Ostrava 1988.
- Divadelní kritik Miroslav Etzler, Univerzita Palackého Olomouc, 2011, (jedna ze vzpomínek na M. E.), ISBN 978-80-244-2853-6
- Spoluhlasom/Spoluhlasem (česko-slovenská antologie). Žilina 2014. ISBN 9788085148817
- Paměť Ostravy 2016–2018. Sborník Knihovny města Ostravy (Mozaika z mého dětství, str. 61–63). Ostrava 2018. ISBN 9788090698963
- Lašská čítanka. Sborník. Vydal spolek Krasomil v Praze roku 2024. ISBN 978-80-909340-0-9